# پشت‌تنگ شاینگان
پشت‌تنگ شاینگان، روستایی از توابع بخش مرکزی شهرستان روانسر در استان کرمانشاه ایران است.

## جمعیت
این روستا در دهستان دولت‌آباد قرار دارد و براساس سرشماری مرکز آمار ایران در سال ۱۳۸۵، جمعیت آن ۴۷ نفر (۹خانوار) بوده‌است.پشتگ سلیمان (پشتنگ شاینگان)، در مسیر نهرابی ـثلاث باباجانی و بعد از روستای شاینگان در دامنه کوه هزارخانی و روبه روی کوه بندی گز قرار دارد.